# 小行星21758
小行星21758（21758 Adrianveres）是一颗绕太阳运转的小行星，为主小行星带小行星。该小行星于1999年9月8日发现。

## 轨道参数
小行星21758的轨道半长轴为2.2903877 UA，离心率为0.094。